# Трансільванія (гурт)
«Трансильвания» — український російськомовний рок-гурт (рос. группа Трансильвания), створений у 2009 році в Одесі. Незмінним лідером гурту є Олексій Шолохов, який також є автором усіх текстів і базових аранжувань. Гурт співпрацює з великим музичним лейблом Moon Records
.
За час свого існування гурт еволюціонував від панк-року до електронного року з елементами техно та EDM. «Трансильвания» випустила 6 повноформатних альбомів, 17 синглів і 23 відеокліпи. 
Гурт відомий своєю дружбою з групою The Matrixx, неодноразово виступаючи на розігріві їхніх концертів в Україні.
У 2014 році Гліб Самойлов дозволив гурту виконати кавер-версію пісні Агата Крісті «Навеселе». У 2023 році вийшов спільний трек Олексія Шолохова, Дмитра Невлера та Гліба Самойлова «Страшно». 
У 2022 році композиція гурту була використана як саундтрек до 160-го епізоду культового мультсеріалу Масяня, присвяченого підтримці України під час війни .

## Історія
Гурт «Трансильвания» виник у 2009 році в Одесі внаслідок знайомства Олексія Шолохова та Олександра Веселова. 19 жовтня 2009 року Олексій Шолохов взяв участь у квартирнику разом із Олександром Веселовим та Вадимом Казаковим, лідером гурту Cheshires. Це стало першим публічним виступом гурту.
|                                      | Я ніколи не виступав публічно до цього. Все, що у мене було — це мої пісні під акустичну гітару. Страшенно нервував і хвилювався, очікуючи квартирник. |
| — Олексій Шолохов про перший концерт | |

Після цього гурт почав виступати на квартирниках і в невеликих клубах України та за кордоном. 
У 2011 році Шолохов брав участь у творчому вечорі Гліба Самойлова, після чого регулярно виконував свої пісні на концертах Самойлова в Одесі.

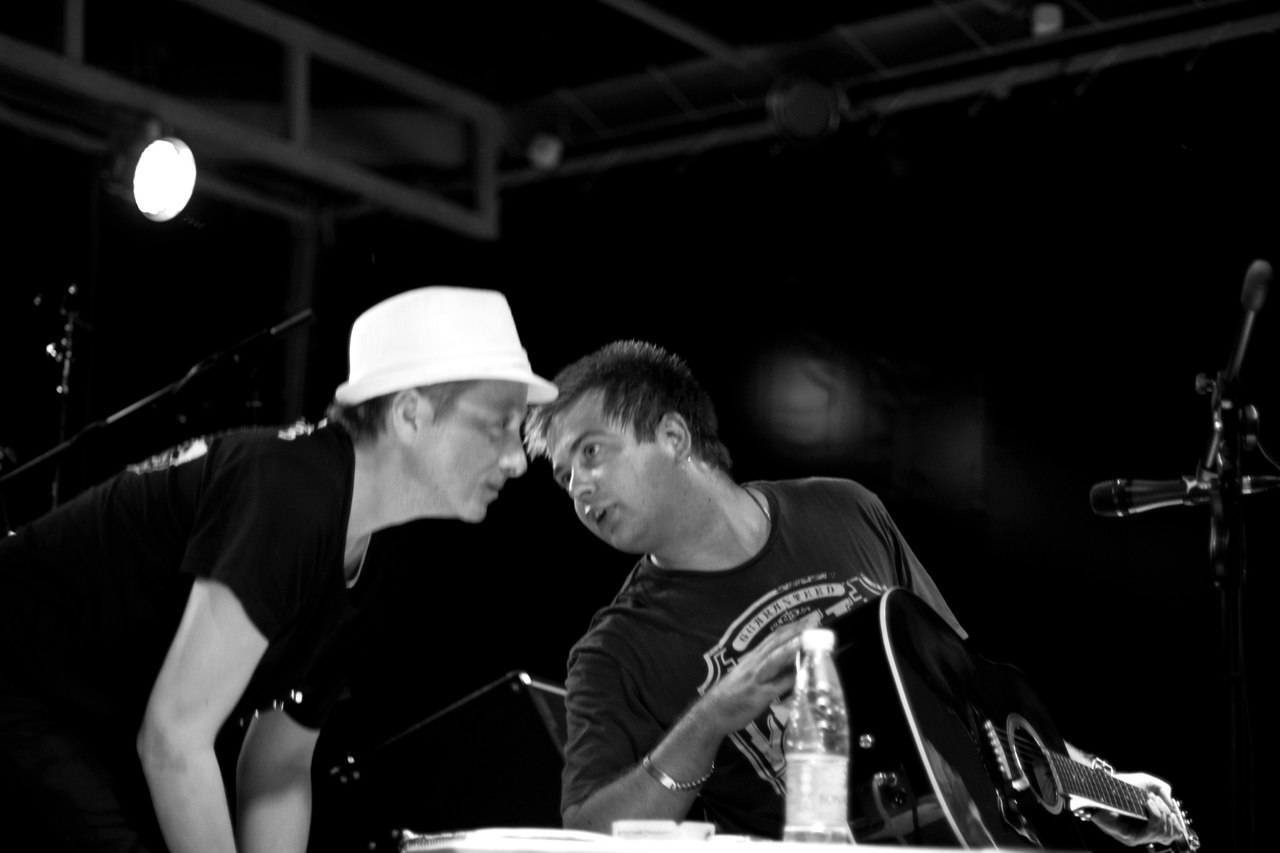
Виступ Олексія Шолохова на творчому вечорі Гліба Самойлова в Одесі. Клуб Трумен (22.07.12)

У 2012 році Олексій Шолохов разом із Дмитром Маловим записали альбом «Невменяемый» (офіційно не виданий, доступний у мережі як аматорський реліз). Після прослуховування цього альбому Олександр Веселов запропонував зібрати електричний панк-склад гурту. Перший концерт у новому складі відбувся 9 лютого 2013 року в одеському клубі «Выход». На той час музика гурту мала важке панк-звучання.
У цей період гурт активно починає давати сольні концерти та бере участь у музичних фестивалях.

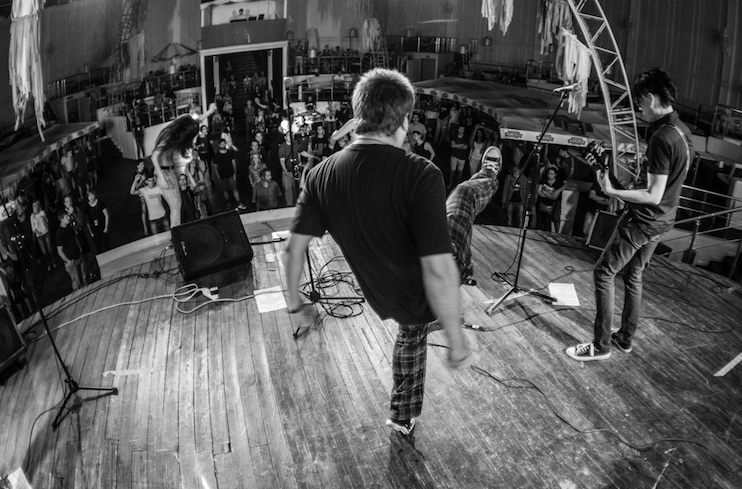
Виступ на рок-фестивалі Абордаж (10.07.16)

З 2014 року гурт почав експериментувати з електронікою, що суттєво вплинуло на його стиль. Навколо «Трансильвании» сформувалося творче об’єднання, яке зосередилося на створенні відеокліпів власними силами. За короткий час було знято багато кліпів, зокрема триб’ют гурту Агата Крісті «Навеселе». У кліпах зазвичай знімалися знайомі та фанати гурту. Починаючи з кліпу «Critical», монтаж виконується самостійно.
У 2018 році гурт підписав контракт із лейблом Moon Records. У 2021 році «Трансильвания» гастролювала Україною разом із The Matrixx, а Олексій Шолохов раніше працював із цим гуртом як тур-менеджер. Гурт також брав участь у локальних фестивалях і давав сольні концерти.
У 2022 році Олексій Шолохов пише саундтрек для культового мультсеріалу Масяня. Музика увійшла до найвідомішої антивоєнної серії 160. Загальна кількість переглядів у YouTube склала понад 6,6 мільйонів.
У 2022 році вийшов альбом «Demo», повністю записаний на iPhone у програмі GarageBand. Основною ідеєю альбому було продемонструвати, як за допомогою одного телефону можна записати цілий альбом. Деякі кліпи також були зняті та змонтовані за допомогою iPhone.
У 2023 році виходить спільний трек Олексія Шолохова, Дмитра Невлера і Гліб Самойлов «Страшно».

У 2024 році вийшов альбом «Циклы и спирали», який включає переосмислені старі пісні («Любовь Панка», «Месяц», «Плюс-Минус») та нові композиції. Альбом отримав жорстке панк-звучання і був записаний та зведений на iPad.
Ось таку рецензію на альбом написав лейбл Moon Records  -
«Цикли та спіралі» - новий альбом одеської групи Трансільванія, що поєднує в собі емоційний драйв поп-панку та альтернативну гостроту. Це музична подорож внутрішніми петлями, повтореннями та несподіваними поворотами. Кожна пісня — це роздуми про особисті переживання, соціальні контрасти і пошук виходу із замкнутих кіл. Енергійні гітарні рифи, чесні тексти і мелодії, що чіпляють, роблять альбом одкровенням для всіх, хто відчуває світ глибше і не боїться зіткнутися з самим собою.

## Дискографія

### Альбоми
- Послезавтра (2015)

- Amsterdream (2018)

- Dance Elements (2018)

- Demo (2022)

- ПТСР EP (2024)

- Циклы и спирали (2025)

### Сингли
- Навеселе (триб’ют Агата Крісті) (2014)

- Робот (2016)

- Гусеницы (2018)

- Kill the vegan (2018)

- Инопланетная весна (2018)

- Визит (2019)

- Afterparty (2019)

- Messenger (2019)

- Марки (2020)

- Наркоман (2022)

- Makeup (2022)

- Noname (2023)

- Без вариантов (2023)

- Не френдли (2023)

- Последняя ночь (2024)

- Drunk Moon (2024)

- Субстанция (2025)

### Відеокліпи
- 220 (2011)

- Навеселе (триб’ют Агата Крісті) (2014)

- Critical (2017)

- Гусеницы (2018)

- Средство от похмелья (2018)

- Визит (2019)

- Messenger (2019)

- Марки (2020)

- Карантин (2020)

- Пилотам (2020)

- Анестезия (2020)

- Second Hand (2020)

- Трэп (2021)

- Драм-машина (2021)

- Наркоман (2022)

- Fake News (2022)

- Makeup (2022)

- Punks not dead (2023)

- Страшно (за участю Гліба Самойлова та Дмитра Невлера) (2023)

- Последняя ночь (2024)

- Drunk Moon (2024)

- Киберпсихоз - грустный рейв (2024)

- Субстанция (2025)

### Саундтреки
- Dystopian (саундтрек до серіалу Масяня) (2022)

- Треки для фільму Радміра Рахімова «Клуб инвалидов» (2022)

### Спільні роботи
- Страшно (за участю Гліба Самойлова та Дмитра Невлера) (2023)